# Tomáš Urban
Tomáš Urban (Košice, 17 de septiembre de 1989) es un jugador de balonmano eslovaco que juega de extremo derecho. Es internacional con la selección de balonmano de Eslovaquia.
Disputó el Campeonato Europeo de Balonmano Masculino de 2022.

## Palmarés

### MKB Veszprém
- Liga húngara de balonmano (1): 2012
- Copa de Hungría de balonmano (1): 2012

### Tatran Prešov
- Liga de Eslovaquia de balonmano (3): 2013, 2014, 2015
- Copa de Eslovaquia de balonmano (3): 2013, 2014, 2015

## Clubes
| Club              | País       | Año         |
| ----------------- | ---------- | ----------- |
| MHK Košice        | Eslovaquia | 2006 - 2010 |
| Tatabánya KC      | Hungría    | 2010 - 2011 |
| MKB Veszprém      | Hungría    | 2011 - 2012 |
| HT Tatran Prešov  | Eslovaquia | 2012 - 2015 |
| ThSV Eisenach     | Alemania   | 2015 - 2018 |
| TV Grosswallstadt | Alemania   | 2018 - 2019 |
| TV Emsdetten      | Alemania   | 2019 - 2021 |
| TSV GWD Minden    | Alemania   | 2021 - 2024 |